# Maniotas
Los maniotas o maniatos (en griego: Μανιάτες) son los habitantes de la península de Mani, situada en el oeste de Laconia y el este de Mesenia, en el sur del Peloponeso, Grecia. Antiguamente también eran conocidos como mainotes y la península como Maina.
Los maniotas afirman ser los descendientes de los antiguos espartanos y a menudo han sido descritos como tales. El terreno es montañoso e inaccesible (hasta hace poco sólo se podía acceder a muchos pueblos maniotas por mar), y se cree que el nombre regional "Mani" significaba originalmente "seco" o "estéril". El nombre "Maniot" es un derivado que significa "de Mani". A principios de la Edad Moderna, los maniotas tenían fama de guerreros feroces y orgullosamente independientes, que practicaban la piratería y las feroces luchas de sangre. En su mayoría, los maniotas vivían en aldeas fortificadas (y "casas-torre") donde defendieron sus tierras contra los ejércitos de Guillermo II Villehardouin y, más tarde, contra los del Imperio Otomano. 